# Holywood (comté de Down)
Pour les articles homonymes, voir Hollywood (homonymie).
Holywood est une ville du comté de Down en Irlande du Nord.

## Personnalités liées à Holywood
- Jamie Dornan, acteur, est né à Holywood le 1er mai 1982.
- Rory McIlroy, golfeur, est né à Holywood le 4 mai 1989.